# Kalank
Pour plus de détails, voir Fiche technique et Distribution.
Kalank est un drame romantique indien réalisé par Abhishek Varman, sorti en 2019.

## Synopsis
Le film Kalank se situe en 1945 dans une Inde pré-indépendante, où le monde solennel, élitiste et opulent de la famille Chaudhry, et celui de Hira Mandi, le quartier pauvre, sauvage, mystérieux et musical de la ville, s’affrontent lorsque Roop Chaudhry rencontre Zafar, forgeron casse-cou, bagarreur et coureur de jupons.  De nombreuses vérités cachées commencent à se dévoiler à mesure que les tensions communautaires augmentent et que la partition se rapproche. Roop a contracté un mariage de raison avec Dev Chaudhry à la demande de Satya, sa femme mourante. Zafar est le demi-frère illégitime de Dev, et ne vit que pour se venger de son père qui l’a rejeté et est également responsable de son abandon par sa mère. Roop tombe éperdument amoureuse de Zafar qui, bien que s’étant rapproché d’elle pour servir sa vengeance, finit, sans vouloir l’admettre, par partager ses sentiments. Ils se retrouvent pris sur le champ de bataille de l'amour pendant que toute la ville est à feu et à sang. La question est de savoir si cet amour fou s’éteindra dans le rouge de la violence ou s’épanouira dans celui de l’amour.

## Fiche technique
- Titre original : Kalank
- Réalisation : Abhishek Varman
- Scénario : Abhishek Varman, Shibani Bathija et Hussain Dalal
- Décors : Pravin Tambe
- Costumes :
- Photographie : Binod Pradhan
- Montage : Shweta Venkat
- Musique : Ankit Balhara et Sanchit Balhara
- Producteur : Hiroo Johar, Karan Johar, Apoorva Mehta et Sajid Nadiadwala
- Production : Fox Star Studios, Dharma Productions et Nadiadwala Grandson Entertainment
- Distribution : Fox Star Studios et Night ed films
- Pays d'origine :  Inde
- Genre : Drame romantique
- Durée : 170 minutes
- Dates de sortie :
  - France, Inde : 17 avril 2019
  - Suisse : 18 avril 2019

## Distribution
- Alia Bhatt [1] : Roop
- Varun Dhawan : Zafar
- Sanjay Dutt : Balraj Chaudhry
- Madhuri Dixit : Bahaar Begum
- Sonakshi Sinha : Satya Chaudhry
- Aditya Roy Kapoor : Dev Chaudhry
- Kunal Khemu : Abdul
- Hiten Tejwani : Ahmed
- Kiara Advani : Lajjo
- Achint Kaur : Saroj
- Pavail Gulati : Aditya
- Pawan Chopra : Dharampal
- Kriti Sanon  : apparition spéciale dans la chanson Aira Gaira